# Poletna liga Rudi Hiti 2013
Poletna liga Rudi Hiti 2013 je dvaindvajseti turnir Poletna liga Rudi Hiti, ki je potekal med 22. in 24. avgustom 2013 v Ledeni dvorani na Bledu v konkurenci klubov Telemach Olimpija, Team Jesenice, Stavanger Oilers in Briançon. Prvič je na turnirju zmagal klub Stavanger Oilers.

## Tekme

### Prvi krog
| 22. avgust 2013 | Stavanger Oilers | 6:0 | Telemach Olimpija | Ledena dvorana, Bled |

| Poročilo tekme | Poročilo tekme | Poročilo tekme  | Poročilo tekme | Poročilo tekme |
| -------------- | -------------- | --------------- | -------------- | -------------- |
| Začetek: 16:00 |                | (3:0, 3:0, 0:0) |                |                |

| 22. avgust 2013 | Team Jesenice | 1:6 | Briançon | Ledena dvorana, Bled |

| Poročilo tekme | Poročilo tekme | Poročilo tekme  | Poročilo tekme | Poročilo tekme |
| -------------- | -------------- | --------------- | -------------- | -------------- |
| Začetek: 19:30 |                | (0:2, 0:2, 1:2) |                |                |

### Drugi krog
| 23. avgust 2013 | Telemach Olimpija | 3:2(KS) | Briançon | Ledena dvorana, Bled |

| Poročilo tekme | Poročilo tekme | Poročilo tekme  | Poročilo tekme | Poročilo tekme |
| -------------- | -------------- | --------------- | -------------- | -------------- |
| Začetek: 16:00 |                | (0:0, 0:0, 2:2) |                |                |

| 23. avgust 2013 | Team Jesenice | 1:7 | Stavanger Oilers | Ledena dvorana, Bled |

| Poročilo tekme | Poročilo tekme | Poročilo tekme  | Poročilo tekme | Poročilo tekme |
| -------------- | -------------- | --------------- | -------------- | -------------- |
| Začetek: 19:30 |                | (1:2, 0:4, 0:1) |                |                |

### Tretji krog
| 24. avgust 2013 | Stavanger Oilers | 4:2 | Briançon | Ledena dvorana, Bled |

| Poročilo tekme | Poročilo tekme | Poročilo tekme  | Poročilo tekme | Poročilo tekme |
| -------------- | -------------- | --------------- | -------------- | -------------- |
| Začetek: 16:00 |                | (2:1, 1:1, 1:0) |                |                |

| 24. avgust 2013 | Telemach Olimpija | 4:1 | Team Jesenice | Ledena dvorana, Bled |

| Poročilo tekme | Poročilo tekme | Poročilo tekme  | Poročilo tekme | Poročilo tekme |
| -------------- | -------------- | --------------- | -------------- | -------------- |
| Začetek: 19:30 |                | (1:0, 3:1, 0:0) |                | Gledalci: 800  |

## Končni vrstni red
1. Stavanger Oilers
2. Telemach Olimpija
3. Briançon
4. Team Jesenice